# Suicide Is Painless
Suicide Is Painless (česky Sebevražda je bezbolestná) je píseň, kterou napsali Johnny Mandel (hudba) a Michael Altman (text). Byla to tematická píseň pro filmový i televizní seriál M*A*S*H. Mike Altmanovi bylo 14 let, když psal text písně.
Píseň byla napsána speciálně pro Kena Prymuse, který ji zpíval během scény "Poslední večeře" Waltera „Painless Pole” Waldowski (John Schuck) ve filmu M*A*S*H. Režisér Robert Altman měl pro Mandela dva požadavky: píseň se musela jmenovat „Sebevražda je bezbolestná“ a musela to být „nejhloupější píseň, jaká kdy byla napsána“. Altman se pokoušel psát text sám, ale zjistil, že je pro něj příliš obtížné napsat ho „dost hloupě“. Požádal tedy svého čtrnáctiletého syna Michaela, který text napsal za pět minut.
Altman se později rozhodl, že píseň bude fungovat, jako motiv pro seriál i přes Mandelovy počáteční námitky. Tuto verzi zpívali neuznaní zpěváci John Bahler, Tom Bahler, Ron Hicklin a Ian Freebairn-Smith. Během vystoupení na The Tonight Show Starring Johnny Carson v 80. letech 20. století Robert Altman řekl, že zatímco za režii filmu vydělal jen 70 000 dolarů, jeho syn vydělal více než 1 milion dolarů za spoluautorství písně.
Jako motiv pro televizní seriál bylo použito několik instrumentálních verzí písně.

## Zajímavosti
- Rockovou coververzi písně složila v roce 1992 velšská skupina Manic Street Preachers. Další coververze nahráli například Bill Evans nebo Marilyn Manson.

## Seznam skladeb
| Strana A | Strana A                                 | Strana A |
| Pořadí   | Název                                    | Délka    |
| -------- | ---------------------------------------- | -------- |
| 1.       | Theme from M*A*S*H (Suicide Is Painless) | 2:53     |

| Strana B | Strana B          | Strana B |
| Pořadí   | Název             | Délka    |
| -------- | ----------------- | -------- |
| 1.       | The M*A*S*H March | 1:19     |